# Marden (Kent)
Pour les articles homonymes, voir Marden.
Marden est une paroisse civile et un village du Kent, en Angleterre.